# Marco Marchionni
Marco Marchionni, född 22 juli 1980 i Monterotondo, Rom, är en italiensk fotbollstränare och tidigare spelare. Han är sedan 2020 tränare i Foggia.